# 라스트 미션 (2018년 영화)
《라스트 미션》(영어: The Mule)은 2018년 개봉한 미국의 범죄 영화이다. 클린트 이스트우드가 직접 감독하고 주인공 '얼 스톤' 역으로 출연하였다. 뉴욕 타임스의 샘 돌닉이 소개한 1980년대의 제2차 세계 대전 참전 용사이자 멕시코 카르텔을 위해 택배로 마약을 공급하는 90세의 상인 레오 샤프의 실화를 바탕으로 한다. 이스트우드와 함께 영화에는 브래들리 쿠퍼, 로런스 피시번, 마이클 페냐, 다이앤 위스트와 앤디 가르시아가 출연한다. 이스트우드는 2012년 《내 인생의 마지막 변화구》 이후 첫 번째 연기 작품이며, 2008년 《그랜 토리노》 이후 그가 감독한 영화에서 첫 주연 역할을 담당했다. 영화는 2018년 6월 4일 조지아주 오거스타와 애틀랜타에서 촬영이 시작 되었다.
이 영화는 워너브라더스 배급으로 2018년 12월 14일에 개봉되었다. 영화는 현재까지 1억 1492만 달러 이상의 수익을 올렸고 비평가들로부터 많은 평을 받았으며, "가슴 아프고 매력적"이라고 언급하며, 이스트우드의 연기를 칭찬하면서도 또한 진정한 극적인 요소가 부족한 점을 지적했다.

## 출연진
- 클린트 이스트우드 - 얼 스톤 역, 마약 상인 (원작에서는 레오 샤프)
- 브래들리 쿠퍼 - 콜린 베이츠 역, DEA 요원 (원작에서는 제프 무어)
- 로런스 피시번 - DEA 특수 요원 역
- 마이클 페냐 - 트레비노 역, DEA 요원으로 베이츠의 동료
- 다이앤 위스트 - 메리 역, 스톤의 전 아내
- 앤디 가르시아 - 라톤 역, 카르텔의 보스
- 앨리슨 이스트우드 - 아이리스 역, 스톤의 소원해진 딸
- 테이사 파미가 - 기니 역, 스톤의 손녀
- 이그나시오 세릭치오 - 줄리오 역, 카르텔 조직자
- 로런 딘 - 브라운 역, DEA 요원
- 빅터 라숙 - 리코 역
- 매니 몬타나 - 액슬 역
- 클리프턴 콜린스 주니어 - 구스타보 역
- 노엘 구글리에미 - 발드 롭 역
- 로버트 라사르도 - 에밀로 역
- 유진 코데로 - 루이스 로차 역

## 제작

### 개발
2014년 11월에 임퍼레티브 엔터테인먼트는 〈뉴욕 타임스 매거진〉을 통해 영화에 대한 권리를 구입하고 영화를 감독하고 제작하기 위해 루빈 플라이셔를 기용했다. 2015년 2월에 닉 솅크가 영화의 각본가로 기용되었다. 2018년 1월에 다음으로 클린트 이스트우드가 출연할 예정이며, 워너브라더스와 임퍼레티브에서는 The Mule이라는 제목의 영화를 감독하고 제작할 예정이라고 발표했다. 프로듀서로는 팀 무어, 크리스티나 리베라, 제시카 메이어, 댄 프리드킨, 브래들리 토머스와 함께 임퍼레티브 엔터테인먼트, 이스트우드의 제작사 맬파소 프로덕션가 참여했다.

### 캐스팅
2018년 1월, 이스트우드는 1980년대 멕시코 카르텔의 마약 상인으로 일하는 얼 스톤의 역할을 위해 영화에 참여하는 것이 발표 되었다. 2018년 5월, 브래들리 쿠퍼가 DEA 요원 콜린 베이츠 역할에 합류하였고, 쿠퍼와 함께 로보 세바스찬 또한 이 영화에 합류했다. 2018년 6월에는 다이앤 위스트와 마이클 페냐가 각각 얼 스톤의 전 부인과 마약 카르텔 집행자의 역할로 영화에 합류했다. DEA 특별 요원으로 로런스 피시번이, 스톤의 딸로 앨리슨 이스트우드, 스톤의 손녀에 테이사 파미가, 스톤의 카르텔 조력자에 이그나시오 세릭치오를 포함한 더 많은 캐스트들이 발표 되었다. 같은 달에는, 로런 딘이 영화의 출연에 합류했다. 2018년 7월, 빅터 라숙과 매니 몬타나 또한 영화의 합류가 발표 되었다.

### 촬영
본 촬영은 2018년 6월 4일 조지아주 오거스타와 애틀랜타에서 촬영이 시작 되었다. 또한 뉴멕시코주에서도 촬영 되었다.

## 개봉
이 영화는 워너브라더스 배급으로 2018년 12월 14일에 개봉되었다.